# USS Scorpion (SSN-589)
O USS Scorpion (SSN-589) foi um submarino nuclear norte-americano (português de Portugal) ou estadunidense (português do Brasil), desaparecido em 1968, no contexto da Guerra Fria.

## História
Equipado com um reator nuclear e dois torpedos com ogivas nucleares, foi avistado pela última vez ao largo dos Açores a 17 de maio de 1968. Regressava à sua base, quando recebeu uma mensagem para mudar de rota, dirigindo-se para o arquipélago das Canárias, onde se encontrava uma força naval ex-União Soviética. Deixou de comunicar a 22 de maio, com toda a tripulação (99 homens), a sudoeste do arquipélago dos Açores. Foi dado como desaparecido apenas a 5 de junho seguinte pelo chefe das Operações Navais dos Estados Unidos. Exames acústicos oceânicos de diversas estações de monitoramento no Atlântico Norte confirmaram ter havido uma implosão.
Em 1969, o submarino USS Trieste II foi enviado para a região para tentar localizar os destroços e averiguar o motivo do desastre.
| {{{caption}}} |
| USS Scorpion. |

| {{{caption}}}                       |
| USS Scorpion: local do afundamento. |

Em agosto de 1985, uma equipa estadunidense sob o comando de Robert Ballard, ex-oficial da Marinha dos Estados Unidos, como oceonógrafo e geógrafo, reiniciou sigilosamente as buscas. Com o auxílio do veículo submarino MIZAR (T-AGOR-11), os destroços foram localizados, a 400 milhas náuticas (645 quilómetros) a sudoeste dos Açores, a 3 700 metros de profundidade.
Em 1986, cinco meses depois do início destas, foram feitas novas pesquisas pela Marinha norte-americana.
Concluiu-se que os torpedos não explodiram no seu exterior e nem na sua câmara. O submarino afundou até à zona de implosão, a 600 metros de profundidade. Ocorreram duas explosões na estrutura: a primeira, na sala de comando, e a segunda, na proa. O reator nuclear foi encontrado intacto, mas os torpedos, com ogivas nucleares, não foram localizados. O trágico acidente deveu-se a infiltrações e avarias elétricas resultantes de manutenção deficiente, tendo como resultado a perda da propulsão.
Desde então, as autoridades dos Estados Unidos têm feito monitorização periódica no local, não tendo comprovado nenhuma libertação de radioatividade.